# Thomas Westphal
Thomas Westphal (ur. 22 lutego 1967 w Lubece) – niemiecki samorządowiec, od 2020 roku burmistrz Dortmundu z ramienia Socjaldemokratycznej Partii Niemiec (SPD).  
W latach 1993–1995 był krajowym przewodniczącym młodzieżówki SPD – Jusos.  

## Życiorys

### Wykształcenie i praca zawodowa
W latach 1983–1985 odbył służbę wojskową jako oficer administracyjny. Od 1986 do 1989 roku pracował jako urzędnik kraju związkowego Szlezwik-Holsztyn. W 1993 roku ukończył studia ekonomiczne na Hamburger Universität für Wirtschaft und Politik. Od 1996 roku pracował jako konsultant w Bochum, a trzy lata później został członkiem zarządu SCI Verkehr w Kolonii. W latach 2004–2007 pełnił funkcję dyrektora sprzedaży w firmie Rhenus AG w Holzwickede. Od 2007 do 2010 roku był dyrektorem zarządzającym Wincanton GmbH w Mannheim. W latach 2011–2013 był dyrektorem zarządzającym Agencji Rozwoju Gospodarczego Metropolii Ruhry, a następnie do 2020 roku był dyrektorem Dortmund Business Development.

### Działalność polityczna
W 1985 roku wstąpił do Socjaldemokratycznej Partii Niemiec (SPD) w Lubece. Od 1987 do 1990 był rzecznikiem młodzieżówki SPD – Jusos w Lubece. Następnie do 1993 roku był przewodniczącym tej organizacji w Szlezwiku-Holsztynie. W tym samym roku został krajowym przewodniczącym Jusos. Stanowisko to pełnił przez dwa lata.
W 2018 roku został wiceprzewodniczącym SPD w Dortmundzie. W wyborach samorządowych w 2020 roku ubiegał się o urząd burmistrza Dortmundu. W pierwszej turze zajął pierwsze miejsce z wynikiem 35,87% głosów przechodząc tym samym do drugiej tury. 27 września tego samego roku został wybrany burmistrzem wygrywając z kandydatem CDU – Andreasem Hollsteinem, uzyskując 52,06% głosów. Urząd objął 1 listopada tego samego roku zastępując na tej funkcji Ullricha Sierau.

## Życie prywatne
Jest żonaty, ma dwoje dzieci.